# 1998년 동계 올림픽
1998년 동계 올림픽(영어: 1998 Winter Olympics, XVIII Olympic Winter Games, 일본어: 1998年冬季オリンピック)은 1998년 2월 7일부터 2월 22일까지 일본 나가노현 나가노시에서 개최된 동계 올림픽이다. 20세기의 마지막 동계 올림픽이다.
일본 국내 기준으로는 쇼와 시대에 열렸던 1964년 도쿄 하계올림픽과 1972년 삿포로 동계올림픽 이후 헤이세이 시대에 들어서 열렸던 유일한 올림픽이기도 하다.

## 개최 도시 결정
1991년 6월 15일, 영국 버밍엄에서 열린 IOC 총회에서 일본 나가노로 결정되었다.
| “ | (heading omitted...) Now, I'd like to announce the winner. The city of Nagano,(After 43 sec.) The city of Nagano is elected to host the 18th Olympic Winter Games 1998. Congratulation. (전략..) 이제, 승자를 발표하겠습니다. 나가노시 (43초 후) 나가노시가 1998년 제 18회 동계 올림픽 개최지로 선정되었습니다. 축하합니다. | ” |
|   | — 후안 안토니오 사마란치, 제97차 IOC총회 |   |

| 개최지 투표결과 | 개최지 투표결과 | 개최지 투표결과 | 개최지 투표결과 | 개최지 투표결과 | 개최지 투표결과 | 개최지 투표결과 |
| --------------- | --------------- | --------------- | --------------- | --------------- | --------------- | --------------- |
| 후보 도시       | NOC             | 1차 투표        | 동점자 투표     | 2차 투표        | 3차 투표        | 4차 투표        |
| 나가노          | 일본            | 21              |                 | 30              | 36              | 46              |
| 솔트레이크시티  | 미국            | 15              | 59              | 27              | 29              | 42              |
| 외스테르순드    | 스웨덴          | 18              |                 | 25              | 23              |                 |
| 하카            | 스페인          | 19              |                 | 5               |                 |                 |
| 아오스타        | 이탈리아        | 15              | 29              |                 |                 |                 |

## 개최 종목
| - 노르딕복합 - 루지 - 바이애슬론 - 봅슬레이 - 쇼트트랙 - 스노보드 - 스키점프 |  | - 스피드스케이팅 - 아이스하키 - 알파인스키 - 컬링 - 크로스컨트리 - 프리스타일 - 피겨스케이팅 |

## 참가국
1998년 동계 올림픽에는 다음 72개 나라 올림픽 위원회에서 선수단을 파견했다. 아제르바이잔, 케냐, 북마케도니아(대회 당시에는 마케도니아 공화국), 우루과이, 베네수엘라 5개국이 처음으로 동계 올림픽에 참가했다.

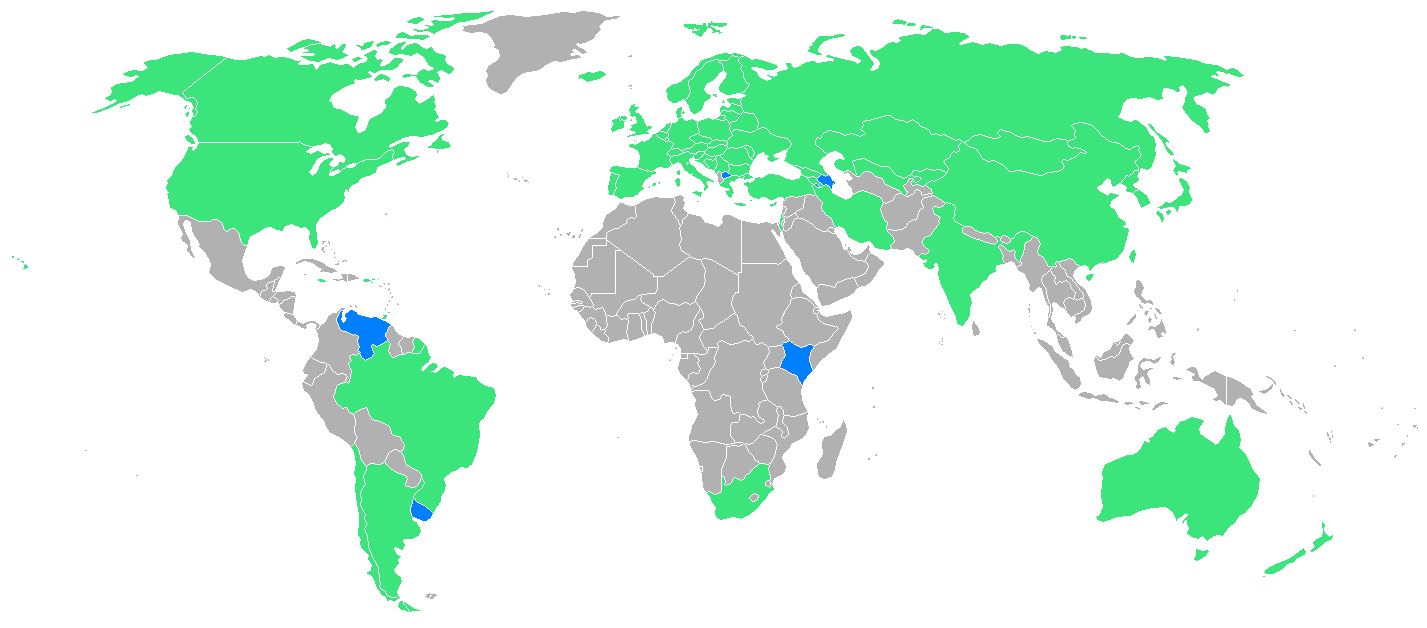
1998년 동계 올림픽 참가국

| \| - 안도라 (3) - 아르헨티나 (2) - 아르메니아 (7) - 오스트레일리아 (23) - 오스트리아 (96) - 아제르바이잔 (4) - 벨라루스 (59) - 벨기에 (1) - 버뮤다 (1) - 보스니아 헤르체고비나 (8) - 브라질 (1) - 불가리아 (19) - 캐나다 (144) - 칠레 (3) - 중화인민공화국 (55) - 크로아티아 (6) - 키프로스 (1) - 체코 (60) - 덴마크 (12) - 에스토니아 (20) - 핀란드 (85) - 프랑스 (106) - 조지아 (4) - 독일 (125) \| - 영국 (34) - 그리스 (13) - 헝가리 (17) - 아이슬란드 (7) - 인도 (1) - 이란 (1) - 아일랜드 (6) - 이스라엘 (3) - 이탈리아 (112) - 자메이카 (6) - 일본 (156) (개최국) - 카자흐스탄 (60) - 케냐 (1) - 조선민주주의인민공화국 (8) - 대한민국 (37) - 키르기스스탄 (1) - 라트비아 (29) - 리히텐슈타인 (8) - 리투아니아 (7) - 룩셈부르크 (1) - 마케도니아 공화국 (3) - 몰도바 (2) - 모나코 (4) - 몽골 (3) \| - 네덜란드 (22) - 뉴질랜드 (8) - 노르웨이 (76) - 폴란드 (39) - 포르투갈 (2) - 푸에르토리코 (6) - 루마니아 (16) - 러시아 (122) - 슬로바키아 (37) - 슬로베니아 (34) - 남아프리카 공화국 (2) - 스페인 (12) - 스웨덴 (99) - 스위스 (69) - 중화 타이베이 (7) - 트리니다드 토바고 (2) - 튀르키예 (1) - 우크라이나 (56) - 미국 (186) - 우루과이 (1) - 우즈베키스탄 (4) - 베네수엘라 (1) - 미국령 버진아일랜드 (7) - 유고슬라비아 (2) \| | | |
| - 안도라 (3) - 아르헨티나 (2) - 아르메니아 (7) - 오스트레일리아 (23) - 오스트리아 (96) - 아제르바이잔 (4) - 벨라루스 (59) - 벨기에 (1) - 버뮤다 (1) - 보스니아 헤르체고비나 (8) - 브라질 (1) - 불가리아 (19) - 캐나다 (144) - 칠레 (3) - 중화인민공화국 (55) - 크로아티아 (6) - 키프로스 (1) - 체코 (60) - 덴마크 (12) - 에스토니아 (20) - 핀란드 (85) - 프랑스 (106) - 조지아 (4) - 독일 (125) | - 영국 (34) - 그리스 (13) - 헝가리 (17) - 아이슬란드 (7) - 인도 (1) - 이란 (1) - 아일랜드 (6) - 이스라엘 (3) - 이탈리아 (112) - 자메이카 (6) - 일본 (156) (개최국) - 카자흐스탄 (60) - 케냐 (1) - 조선민주주의인민공화국 (8) - 대한민국 (37) - 키르기스스탄 (1) - 라트비아 (29) - 리히텐슈타인 (8) - 리투아니아 (7) - 룩셈부르크 (1) - 마케도니아 공화국 (3) - 몰도바 (2) - 모나코 (4) - 몽골 (3) | - 네덜란드 (22) - 뉴질랜드 (8) - 노르웨이 (76) - 폴란드 (39) - 포르투갈 (2) - 푸에르토리코 (6) - 루마니아 (16) - 러시아 (122) - 슬로바키아 (37) - 슬로베니아 (34) - 남아프리카 공화국 (2) - 스페인 (12) - 스웨덴 (99) - 스위스 (69) - 중화 타이베이 (7) - 트리니다드 토바고 (2) - 튀르키예 (1) - 우크라이나 (56) - 미국 (186) - 우루과이 (1) - 우즈베키스탄 (4) - 베네수엘라 (1) - 미국령 버진아일랜드 (7) - 유고슬라비아 (2) |

## 메달 집계

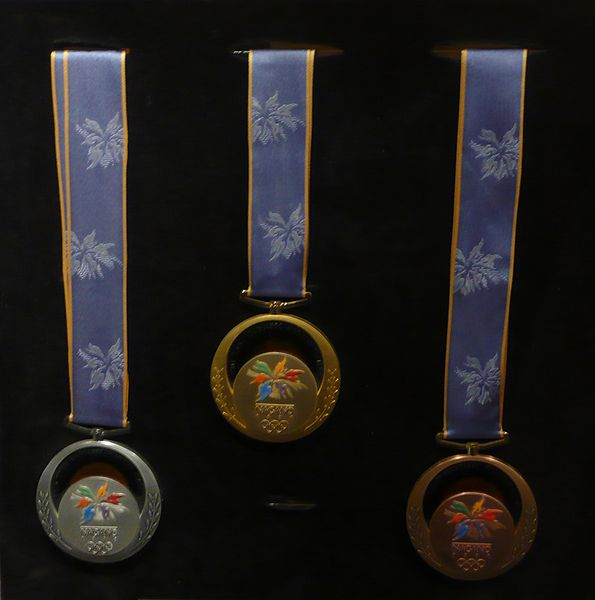
1998년 동계 올림픽 금, 은, 동메달

| 순위 | 국가             | 금메달 | 은메달 | 동메달 | 합계 |
| ---- | ---------------- | ------ | ------ | ------ | ---- |
| 1    | 독일 (GER)       | 12     | 9      | 8      | 29   |
| 2    | 노르웨이 (NOR)   | 10     | 10     | 5      | 25   |
| 3    | 러시아 (RUS)     | 9      | 6      | 3      | 18   |
| 4    | 캐나다 (CAN)     | 6      | 5      | 4      | 15   |
| 5    | 미국 (USA)       | 6      | 3      | 4      | 13   |
| 6    | 네덜란드 (NED)   | 5      | 4      | 2      | 11   |
| 7    | 일본 (JPN)       | 5      | 1      | 4      | 10   |
| 8    | 오스트리아 (AUT) | 3      | 5      | 9      | 17   |
| 9    | 대한민국 (KOR)   | 3      | 1      | 2      | 6    |
| 10   | 이탈리아 (ITA)   | 2      | 6      | 2      | 10   |

## 대회 이모저모
- 크로스컨트리 경기에서 노르웨이의 비에른 델리는 3개의 금메달을 추가하여 통산 8개의 금메달을 포함 12개의 메달을 획득하였다. 이는 노르딕 스키 부문에서 최고 기록이다.
- 컬링 경기가 1924년 이후 다시 종목에 포함되었다.
- 스노보드 경기가 처음 열렸고 아이스 하키에 여자 경기가 신설되었다.
- 내셔널 하키 리그(NHL) 선수들이 올림픽 기간 중 리그를 중단함에 따라 경기에 참가할 수 있게 되었다.
- 타라 리핀스키는 피겨 스케이팅에서 미셸 콴을 누르고 우승하여 동계 올림픽 사상 여자 개인부문 최연소 금메달 수상자가 되었다.

## 같이 보기
- 1998년 동계 패럴림픽